# 교동 향현사
향현사(鄕賢祠)는 대한민국 강원특별자치도 강릉시 교동에 있는 사당이다. 1971년 12월 16일 강원특별자치도의 유형문화재 제8호로 지정되었다.

## 개요
강릉지방의 인물 가운데 이 지방민들의 존경을 받고 있는 분들(향현)을 모신 사당이다.
조선 인조 23년(1645)에 강릉부사 강백년과 김충각·김성원 등이 논의하여 향현들의 행적과 얼을 후세에 전하고자 지었다. 지금 있는 건물은 고종 4년(1867) 강릉 대화재 때 불타 없어진 것을 1921년에 후손들이 다시 지은 것이다.
처음에는 최치운·최응현·박수량·박공달·최수성·최운우의 위패를 모셨는데 그 뒤 순조 2년(1802)에 최수, 순조 8년에 이성무·김윤신·박억추·김열·김담을 더하여 모두 12향현을 모시게 되었다.
사당은 앞면 3칸·옆면 2칸 규모이며, 지붕은 옆면에서 볼 때 사람 인(人)자 모양을 한 맞배지붕이다. 사당 이외에 대문과 재실·직사 등이 있다.

## 참고 자료
- 향현사 - 국가유산청 국가유산포털